# Marta Etura

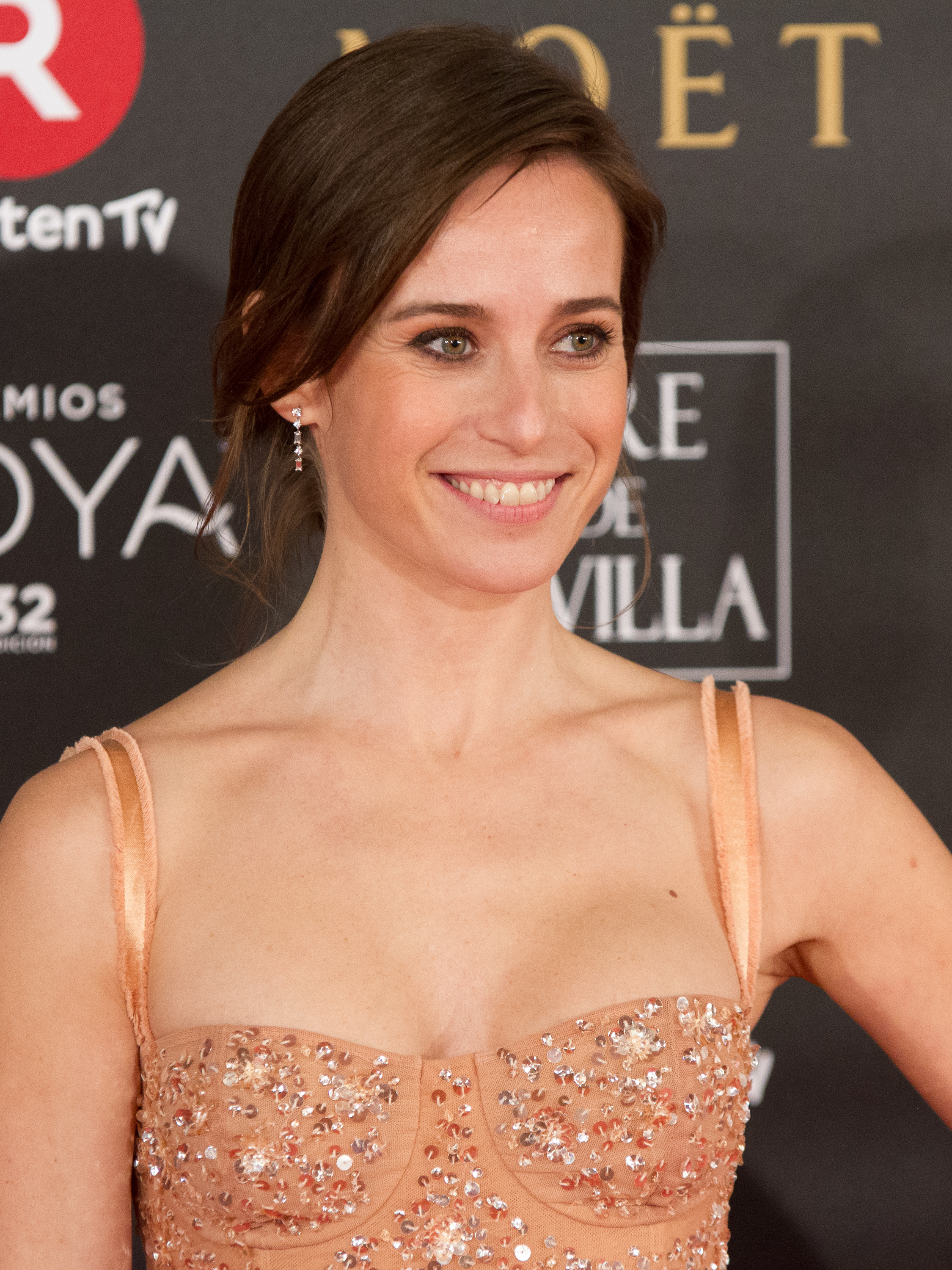
Marta Etura (2018)

Marta Etura Palenzuela (* 28. Oktober 1978 in Donostia-San Sebastián) ist eine spanische Schauspielerin.

## Leben
Marta Etura Palenzuela wurde mit siebzehn Jahren entdeckt und besuchte daraufhin die Cristina Rota Acting School. Ihre erste Filmrolle bekleidete sie 2001 unter der Regie Joaquín Oristrells in Sin vergüenza. Im Thriller Wenn die Glocke 13 schlägt spielte sie 2002 ebenso wie im Drama La Vida de nadie. Für ihre Darstellung in letzterem Film war sie für den wichtigsten spanischen Filmpreis, den Goya, als „beste Nachwuchsdarstellerin“ nominiert.
Sie spielte von 2001 bis 2006 in über zehn Filmen mit und wirkte auch im Fernsehen und im Theater. Für ihre Nebenrolle in Patricia Ferreiras Para que no me olvides war sie für den Filmpreis des spanischen Drehbuchautorenverbands CEC sowie erneut für den Goya nominiert.
In Daniel Sánchez Arévalos Regiedebüt Dunkelblaufastschwarz hatte sie 2006 eine Hauptrolle. Etura verkörperte eine Frau im Arrest, die schwanger werden will, um zur Mutter-Kind-Station ihres Gefängnisses wechseln zu können. Ein weiteres Mal erhielt sie Nominierungen für den Filmpreis des CEC und den Goya. 2006 erhielt sie den Shooting Star Award für die besten europäischen Nachwuchsschauspieler, vergeben von European Film Promotion.
2010 gewann sie ihren ersten Goya (als beste Nebendarstellerin) für ihre Rolle als Ehefrau der Hauptfigur in Zelle 211 – Der Knastaufstand.
In Europa bekannt wurde Marta Etura mit der von ZDF und Arte koproduzierten Spielfilmserie der Baztan-Trilogie. In allen drei dieser Spielfilme (Das Tal der toten Mädchen, Das Tal der vergessenen Kinder sowie Das Tal der geheimen Gräber) verkörperte Marta Etura die Hauptrolle der Kriminalkommissarin Amaia Salazar.
2018 wurde sie in die Academy of Motion Picture Arts and Sciences berufen, die jährlich die Oscars vergibt.

## Filmografie (Auswahl)
- 2000: Raquel busca su sitio (Fernsehserie, Folge 1x01)
- 2001: Sin vergüenza
- 2002: El Caballero Don Quijote
- 2002: Wenn die Glocke 13 schlägt (Trece campanadas)
- 2002: La Vida de nadie
- 2003: Mariposas de fuego
- 2003: La vida de Rita (Fernsehserie, Folge 1x04)
- 2003: Das Leben, das dich erwartet (La Vida que te espera)
- 2004: ¡Hay motivo!, Segment Por tu propio bien
- 2004: Frío sol de invierno
- 2004: Entre vivir y soñar
- 2005: Para que no me olvides
- 2006: Remake
- 2006: Dunkelblaufastschwarz (Azuloscurocasinegro)
- 2006: Vientos de agua (Fernsehserie, 10 Folgen)
- 2007: Casual Day
- 2007: Las 13 Rosas
- 2008: Desierto Sur
- 2009: 7 Minutos
- 2009: Zelle 211 – Der Knastaufstand (Celda 211)
- 2009: Schwarze Blumen (Flores Negras)
- 2011: Eva
- 2012: Sleep Tight (Mientras duermes)
- 2012: The Impossible (Lo imposible)
- 2013: The Last Days – 12 Wochen nach der Panik (Los últimos días)
- 2013: Presentimientos
- 2013: Águila Rojaa (Fernsehserie, Folge 5x12)
- 2014: Sexo fácil, películas tristes
- 2015: Hablar
- 2016: Kalebegiak
- 2016: The Man with Thousand Faces (El hombre de las mil caras)
- 2016: La sonata del silencio (Fernsehserie, 9 Folgen)
- 2017: Das Tal der toten Mädchen (El guardián invisible)
- 2017: El incidente (Fernsehserie, 5 Folgen)
- 2019: Das Tal der vergessenen Kinder (Legado en los huesos)
- 2020: Das Tal der geheimen Gräber (Ofrenda a la tormenta)
- 2022: El color del cielo
- 2023: Los Enviados (Fernsehserie, 8 Folgen)
- 2024: Töchter des Schweigens (Las largas sombras, Fernsehserie, 6 Folgen)